# 比彻·盖尔
比彻·盖尔（英語：Becher Gale，1887年4月14日—1950年8月24日），加拿大男子赛艇运动员。他曾代表加拿大参加1908年和1912年夏季奥林匹克运动会赛艇比赛，其中1908年奥运会获得二枚铜牌。